# Kim Eun-ji
Kim Eun-ji (27 maart 1992) is een Zuid-Koreaans skeletonster.

## Carrière
Kim maakte haar wereldbekerdebuut in het seizoen 2021/22 waar ze deelnam aan drie wereldbekerwedstrijden en 27e werd in het eindklassement.
Ze nam namens Zuid-Korea deel aan de Olympische Winterspelen in 2022 waar ze eindigde op een 23e plaats.

## Resultaten

### Olympische Spelen
| Jaar | Plaats | Resultaat |
| ---- | ------ | --------- |
| 2022 | Peking | 23e       |

### Wereldbeker
Eindklasseringen
| Seizoen   | Rang |
| --------- | ---- |
| 2021/2022 | 27e  |